# Eboa Elame Mikado
Eboa Elame Mikado est un journaliste sportif camerounais.

## Biographie

### Enfance, éducation et débuts
Eboa Elame Mikado est originaire de la côte littoral du Cameroun en pays Sawa.

### Carrière
Eboa Elame Mikado fait partie du premier journaliste sportif du Cameroun. Il est ancien journaliste sportif à la CRTV. En 2020 il déclare avoir participé par ses reportages élogieux à la sélection de Roger Milla pour la coupe du monde glorieuse des Lions indomptables du Cameroun. Ce que ce dernier dément fortement.
Eboa Elame Mikado est membre de la fédération camerounaise de football (FECAFOOT). Lors de l'élection à la présidence de la FECAFOOT en décembre 2021 il apporte son soutien et son vote au candidat Samuel Eto'o.